# Tibouchina fothergillae
Tibouchina fothergillae är en tvåhjärtbladig växtart som först beskrevs av Franz von Paula Schrank och Mart. Dc., och fick sitt nu gällande namn av Célestin Alfred Cogniaux. Tibouchina fothergillae ingår i släktet Tibouchina och familjen Melastomataceae. Inga underarter finns listade i Catalogue of Life.